# Agrostis villosa
Agrostis villosa é uma espécie de gramínea do gênero Agrostis, pertencente à família Poaceae.